# Wilhelm Ekman (musiker)
Robert Wilhelm "Wille" Ekman, född 1 april 1894, död 3 december 1952, var en finländsk musiker. 
1929 gjorde Ekman duettinspelningar tillsammans med kollegan Nils Ekman. Dragspelarna Ekman gjorde även skivinspelningar som trio, då tillsammans med banjoisten Sigismund Schepelis, som också var aktiv i Suomi Jazz Orkesteri. Samtliga skivinspelningar gjordes 1929.